# Onitis bilobatus
Onitis bilobatus är en skalbaggsart som beskrevs av Ferreira 1976. Onitis bilobatus ingår i släktet Onitis och familjen bladhorningar. Inga underarter finns listade i Catalogue of Life.